# 動物相

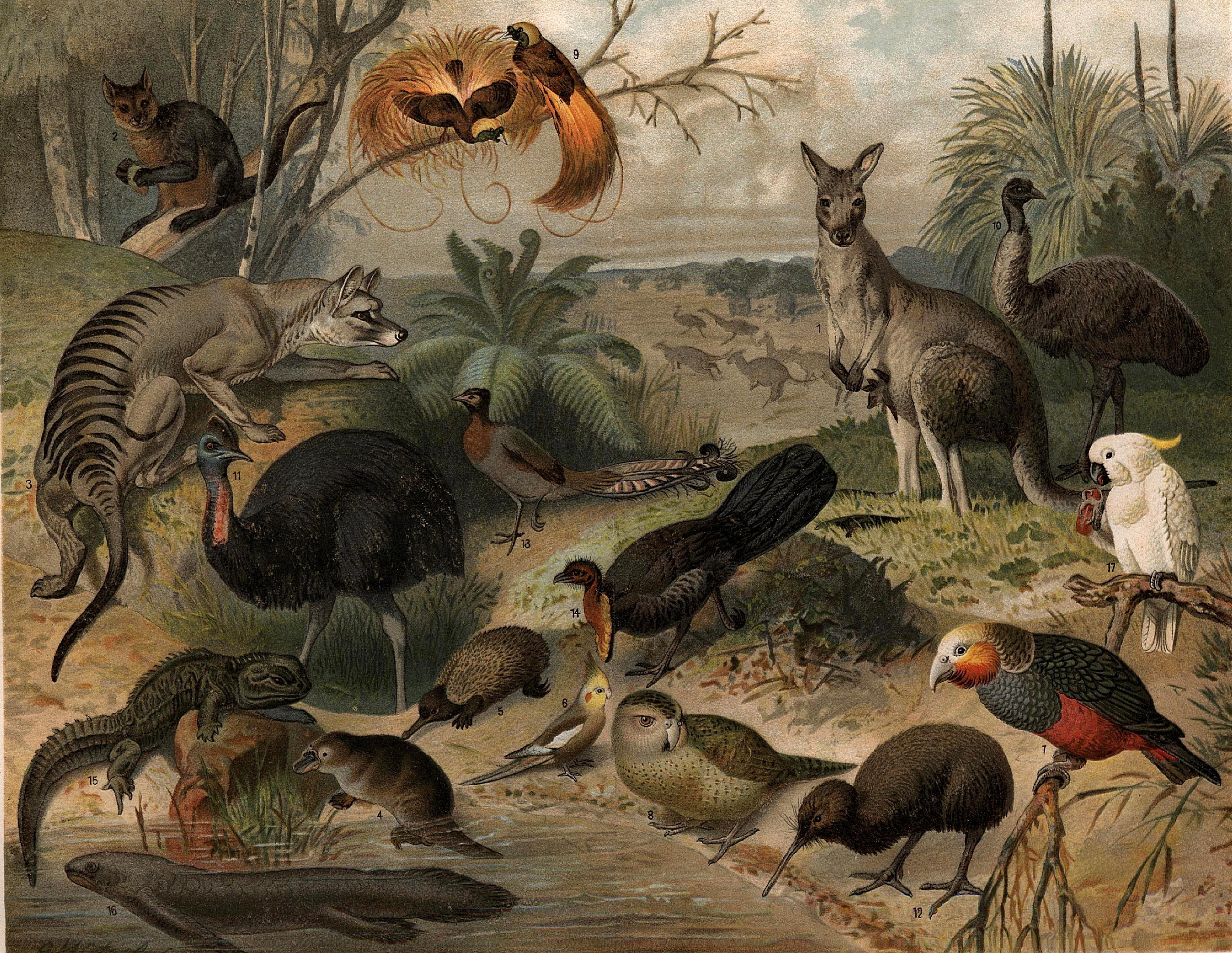
描繪澳大利亞動物相的繪圖。

動物相（源自羅馬神話裡的春之女神）又譯動物群或动物区系，指某一地区某一时段的特定动物种群。Fauna 的另一個意思是动物志，是对一个动物区系的纪录和描述。

## 語源
「動物相」翻譯自歐洲語言的 Fauna，這個詞源自羅馬神話裡的春神弗納（Fauna）、與其配偶繁殖與土地神法烏努斯（Faunus），以及半人半羊的牧神法翁（Faun），这三个词都是希腊神潘（Pan）名字的同源词，而希腊语 panis 则是兽群（fauna）的对等词（equivalent）。林奈在1746年，首先將這個字用在他的著作《Fauna Suecica》。